# EML Grif (P401)
Le EML Grif (P401) était un ancien patrouilleur  du Projet 1400 (classe Zhuk par l'OTAN) de la marine estonienne qui a servi de 1992 à 2001 . Auparavant il était un patrouilleur des garde-frontières du KGB déployé sous le nom de Grif (R-67) de la Marine soviétique de 1976 à 1991.
Il est désormais navire musée depuis 2001 sur quai du musée maritime estonien à Tallinn.

## Historique
Le patrouilleur, à coque aluminium, a été fabriqué en Union soviétique au chantier naval de Théodosie en Ukraine et a été utilisé dans le cadre de la marine soviétique pour patrouiller dans la mer de Väinameri (mer Baltique). Il était affecté à la garde côtière des troupes de garde-frontières du KGB sous le nom de Grif (R-67) .
Après que l'Estonie ait retrouvé son indépendance en décembre 1991, la société Favora, quittant l'armée soviétique, a acquis deux navires de ce type. Les deux navires ont été attribués à la ligue de défense estonienne le 8 juin 1992  sous les noms d'Erika et Edgar.
Cependant, garder les navires était trop onéreux pour les propriétaires. En 1994, la marine estonienne a finalement repris les navires en assez mauvais état et les a remorqués à Tallinn, où ils ont été nommés Grif (P401) et Leopard (P402).

### Préservation
Le 25 mai 2001, les deux navires ont été mis hors service. Grif a été donné au Musée maritime estonien , Leopard a été démoli. 
À l'automne 2001, le Grif a été amarré au port de Pirita. Il a été endommagé et coulé par une tempête en automne 2001. Le navire a été renfloué, réparé et plus tard emmené à Hydroaéroport de Tallinn , site du musée maritime.

## Galerie

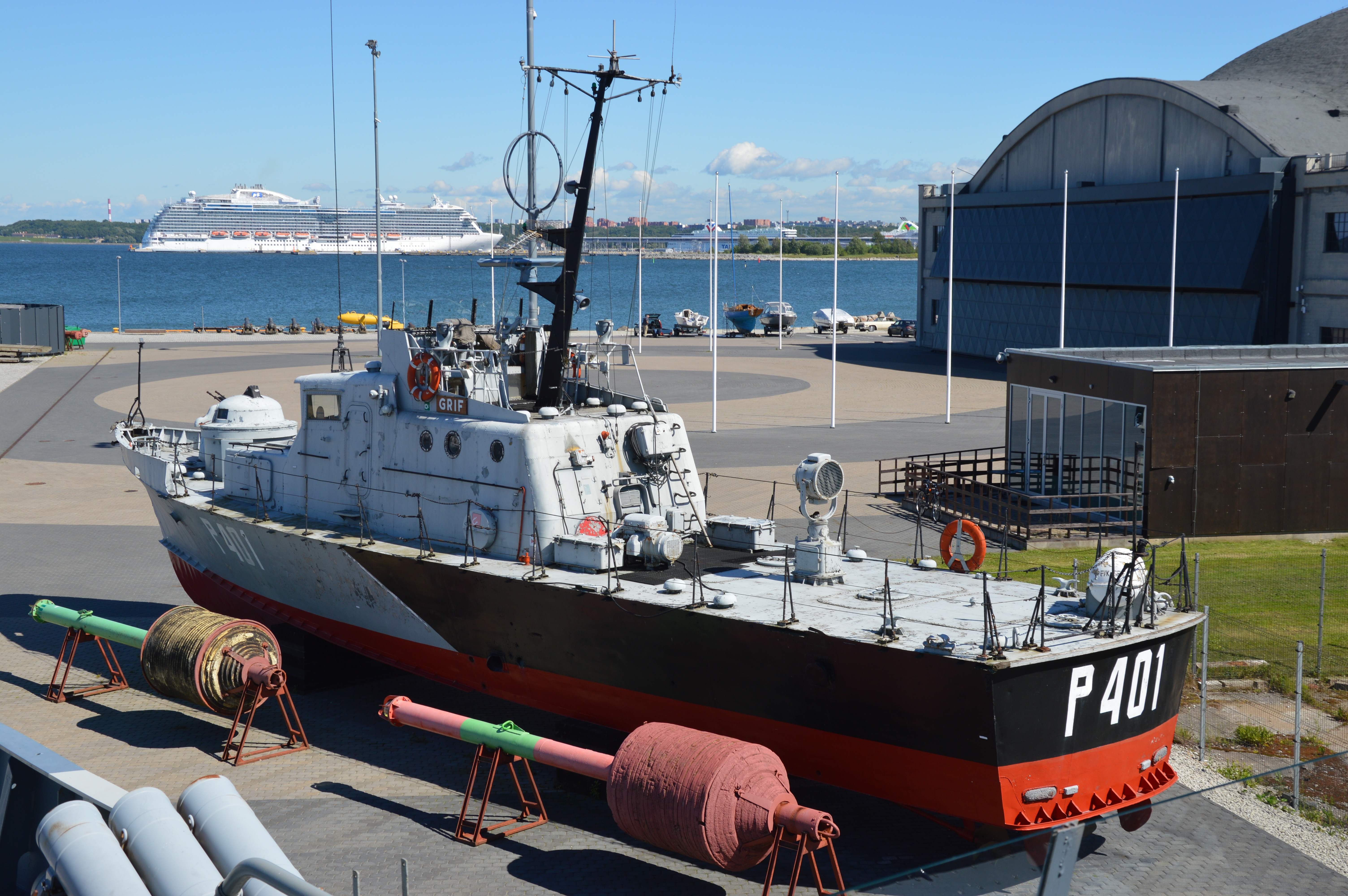
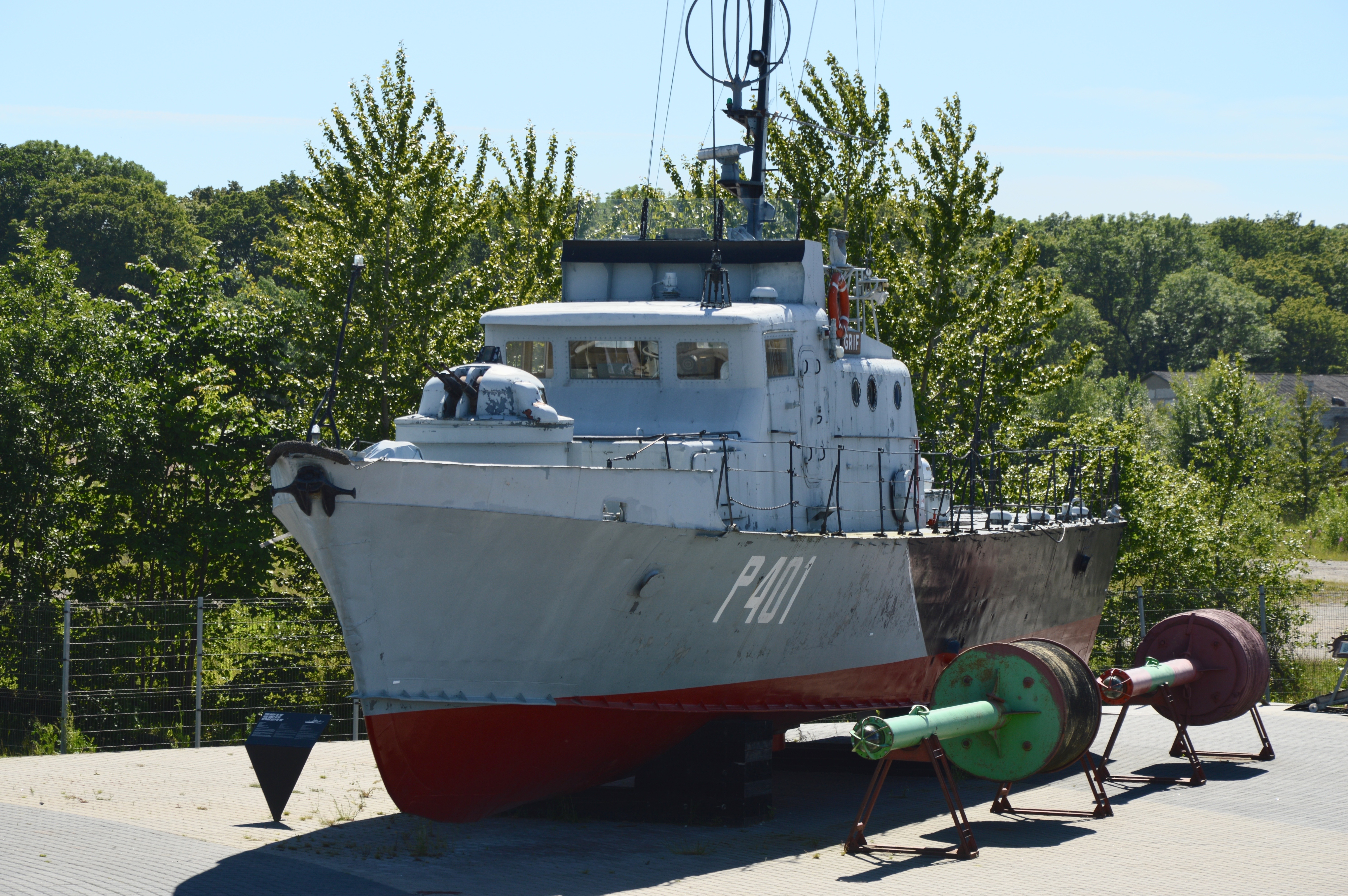
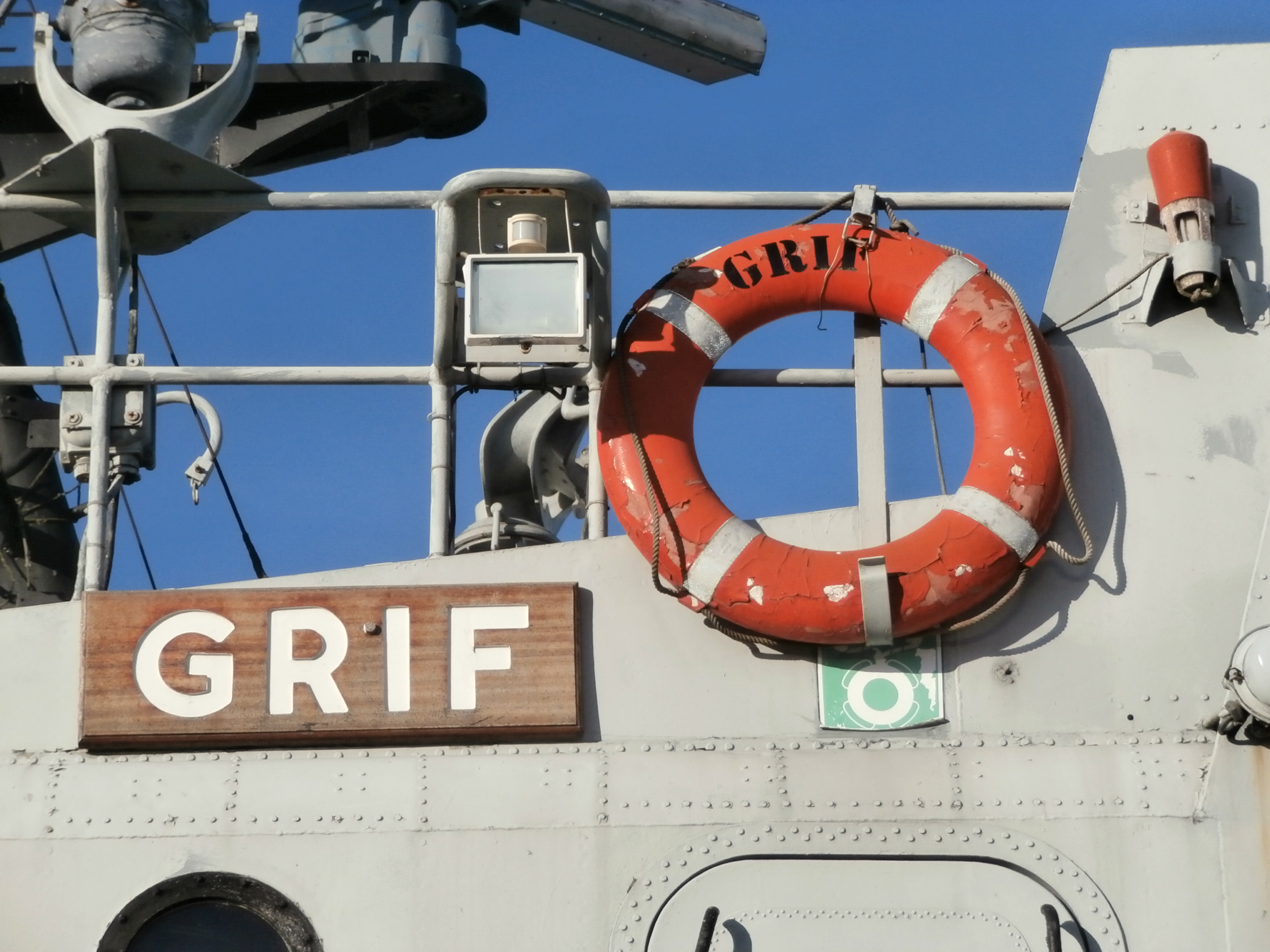